# 三分割法

三分割法を利用した写真の例

三分割法（、英: rule of thirds）は視覚芸術において画面全体を縦横三分割する仮想的なライン上に視覚要素を配置する構図技法である。三分の一の法則とも。

## 概要
絵画・写真・デザインなどの視覚芸術において、三分割法は画面全体を縦・横それぞれ三分割する仮想的なライン上に視覚要素を配置する構図技法である（⇒ #定義）。三分割法を用いると安定したバランス感をもたらす構図が得られる（⇒ #働き）。基礎的な構図であり、様々な場面で利用される（⇒ #利用）。また18世紀には三分割法に相当する構図が技法として知られていた（⇒ #歴史）。対比される構図には日の丸構図などがある（⇒ #対比される構図）。

## 定義
視覚芸術における三分割法は画面全体を縦・横それぞれ三分割する仮想的なラインを引き、このライン上あるいはラインの交点上に視覚要素を配置する構図技法である。モノでなく線要素が仮想ライン上に配置される場合も含み、また要素数は任意である（例: 対角の交点に主題と副題）。

## 働き
三分割法は安定したバランス感をもたらす働きをもつ。
三分割法では画面全体/フレームに対する要素単体の配置を規定する。そのため複数個の要素を配置する場合でも、要素間の相対的な位置関係は直接的には規定されない。しかし対称性をもったグリッド上にどの要素も配置されるため、結果として全ての要素が画面中心から大体同じだけ離れた位置に配置される。中心から等距離に配置する構図はバランスの良さをもたらすため（詳細は構図#周辺等距離配置のバランス感）、これが三分割法の安定したバランス感の要因のひとつだと考えられる。

## 利用
三分割法は構図技法の一種であり、作品意図に応じて採用される。基礎的で汎用性の高い構図であり、構図を決める際に迷ったり初めて構図を考えて撮影する場合に三分割法は有効である。三分割法は要素が画面中心からズレて存在しているため、要素の上下左右でスペースの大きさが異なる。そのためリードルームレイアウトと組み合わせやすい。
また三分割法は特定のモノとの典型的な組み合わせが存在する。以下はその一例である：

### 地平線と三分割法

作例: 日没の湖

地平線・水平線はしばしば三分割法によって下側の三分割ラインに重ねられる。
作例では地平線を下ラインと重ね、下/右ラインの交点上に木を配置し、下/左ラインの交点付近に日没の高輝度の領域を置いている。なお、この交点のことを力点 (power point) と呼ぶ。

### 人物写真と三分割法
人物写真はしばしば三分割法によって撮影される。
三分割法を採用する場合、体を縦ラインに乗せ、目を上ラインに乗せて撮影する。縦ラインを左右どちらにするかはリードルームレイアウトを採用するか否かで決まる。

## 対比される構図
三分割法は画面全体と各要素の位置関係を定める。この点で、画面の中心に被写体を置く「日の丸構図」や地平線が「写真を真っ二つに分断する」構図と対比される。

同じ対象を日の丸構図（左）と三分割法（右）でクロップ

## 歴史
三分割法は、すでに1797年には風景画の画面比を決定する法則として登場していた。